# Lisa Schmidla
Lisa Schmidla est une rameuse allemande, né le 5 juin 1991.

## Palmarès

### Jeux olympiques
- 2016 à Rio de Janeiro (Brésil)
  -  Médaille d'or en quatre de couple.

### Championnats du monde
- 2014, à Amsterdam ( Pays-Bas)
  -  Médaille d'or en Quatre de couple

### Championnats d'Europe
- 2015, à Poznań ( Pologne)
  -  Médaille d'or en Quatre de couple
- 2014, à Belgrade ( Serbie)
  - 4e en Deux de couple